# Association française des ingénieurs en équipement technique
L’Association Française des Ingénieurs en Équipement Technique (AFIET), est constituée d’ingénieurs en provenance de l’INSA Strasbourg (Institut national des sciences appliquées de Strasbourg, option GCE Génie Climatique et Énergétique) et de différentes Grandes Écoles, ayant en commun d’avoir effectué leur dernière année d’études au centre de formation du Comité Scientifique et Technique des Industries Climatiques (COSTIC).
L’AFIET, créée en 1964, a pour objet d’assurer le perfectionnement scientifique et technique de ses membres, de maintenir entre ses membres une assistance mutuelle, de contribuer à l’évolution du "génie climatique" (ou encore HVAC) en général et d’établir des relations entre les associations et organismes professionnels poursuivant les mêmes buts.
Elle compte plus de 1 200 membres, avec des promotions qui tournent autour de 40 membres annuellement, augmentant d'autant l'effectif de l'association.
Les actions menées par l’AFIET sont les suivantes : 
- Publication d’offres d’emploi sur son service en ligne.
- Édition de son annuaire.
- Organisation de l’Assemblée Générale annuelle, lien national avec l’ensemble des membres.
- Information auprès des élèves-ingénieurs au COSTIC.
- Liens avec les cabinets de recrutement.
- Conférences-débats sur des thèmes extra-professionnels par des intervenants extérieurs ou membres de l'AFIET tout au long de l’année à la suite des réunions du bureau.
- Échanges professionnels avec des associations du secteur telles que l'AICVF, Arts & Industries, etc.
- Publication d’une lettre annuelle récapitulative des dernières actions menées, du bilan de l'assemblée générale et contenant d'éventuels articles techniques.

## Liens
- www.afiet.fr
- Site de l'INSA Strasbourg
- Site Arts & Industries